# 野幌車站
野幌車站（日语：／ Nopporo eki */?）是一由北海道旅客鐵道（JR北海道）所經營的鐵路車站，位於日本北海道江別市野幌町，是JR北海道函館本線沿線車站之一，屬於JR北海道本社（札幌總部）的直轄範圍，由JR北海道派遣站員駐站。
名稱來自阿伊努語的「nup-or-o-pet」（原野中的河流）或「nup-or」（原野中的地方）或「nupur-ot-i」（混濁的地方）。

## 車站結構
野幌車站內設有一對相對式月台兩條乘車線，分別供上下行的列車使用。
在1930年至1975年之間，野幌車站曾經是夕張鐵道所經營的夕張鐵道線之終點站，但該公司已退出鐵路事業的經營，改為專心從事公路客運（夕鐵巴士）業務。
在過去江別市因為有函館本線橫貫，將市區分為南北兩半而影響了整體的發展。為了再次活化市中心地區的發展，因此自2006年時開始進行路線的高架化改建，以取代原本的地面平交道。配合路線的高架化原本建築在地面上的野幌車站也一併進行了改建工程，目前的高架新站體是在2011年10月23日時啟用，並會陸續裁撤原本遺留在地面上的廢棄與臨時設施。

### 月台配置
| 月台 | 路線      | 方向 | 目的地               |
| ---- | --------- | ---- | -------------------- |
| 1    | ■函館本線 | 上行 | 札幌、手稻、小樽方向 |
| 2    | ■函館本線 | 下行 | 江別、岩見澤方向     |

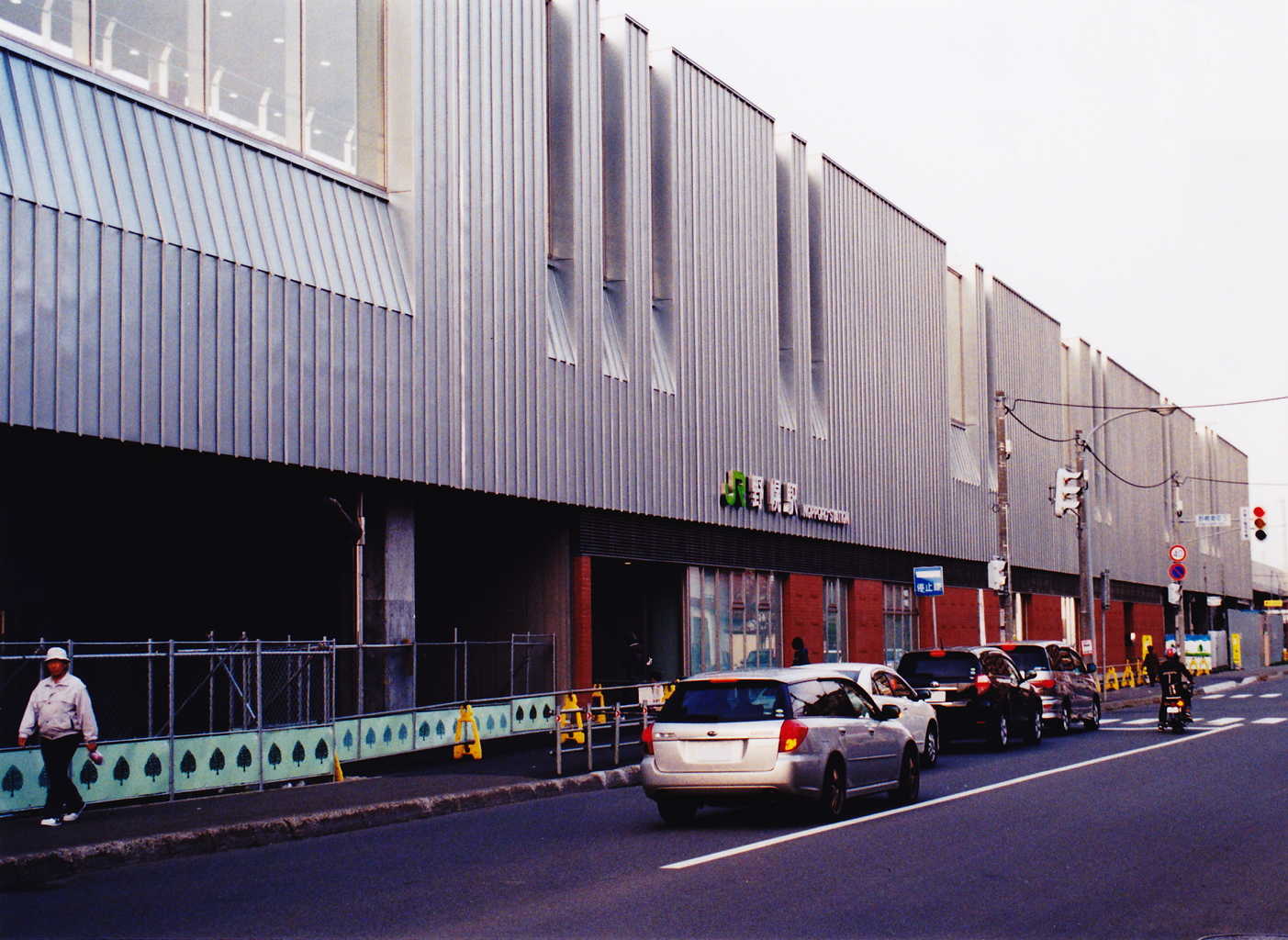
南口站房
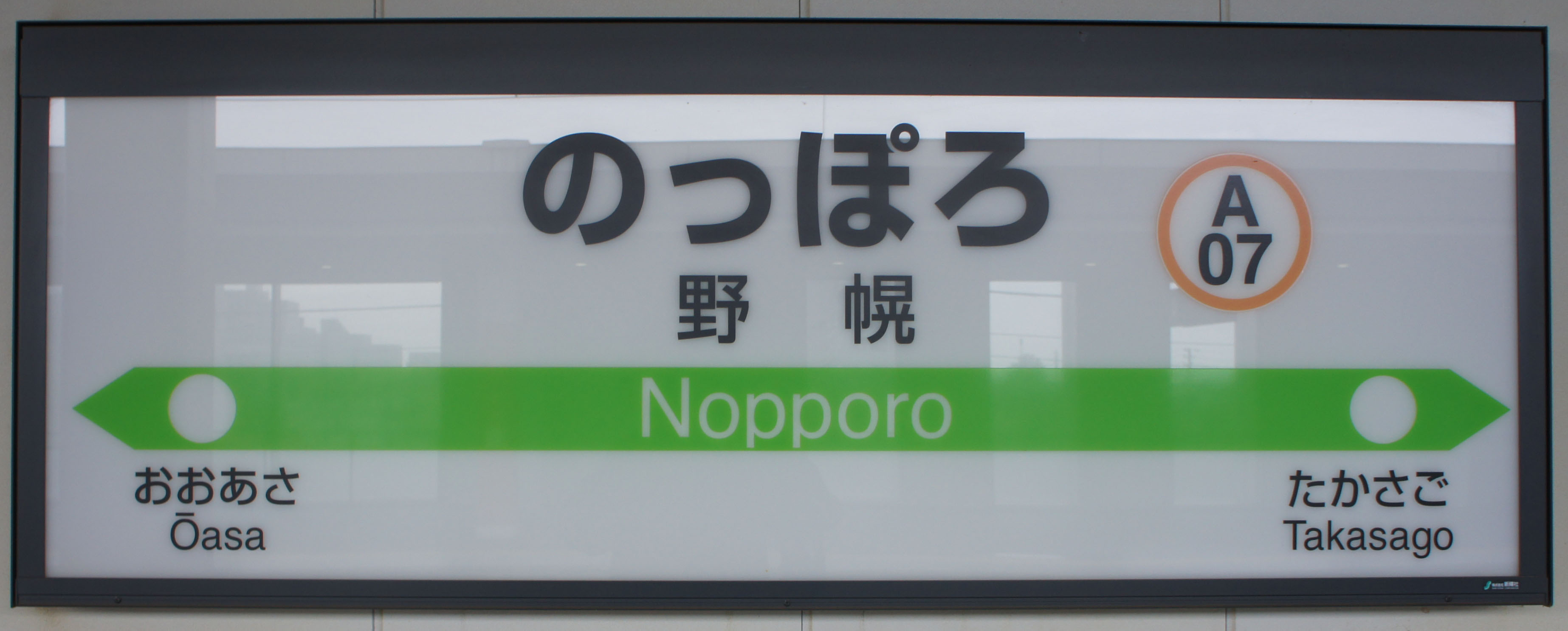
站名標誌
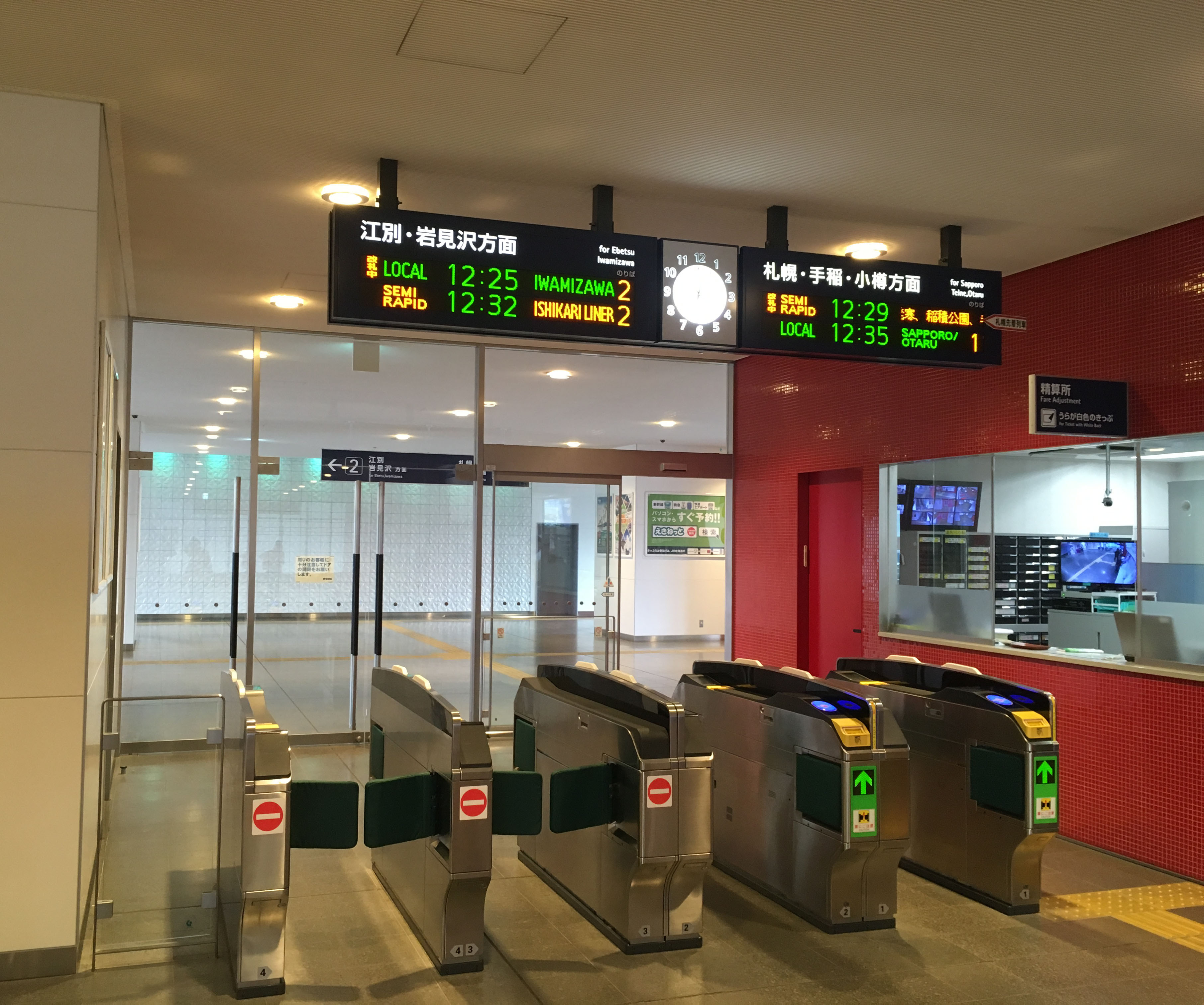
剪票口
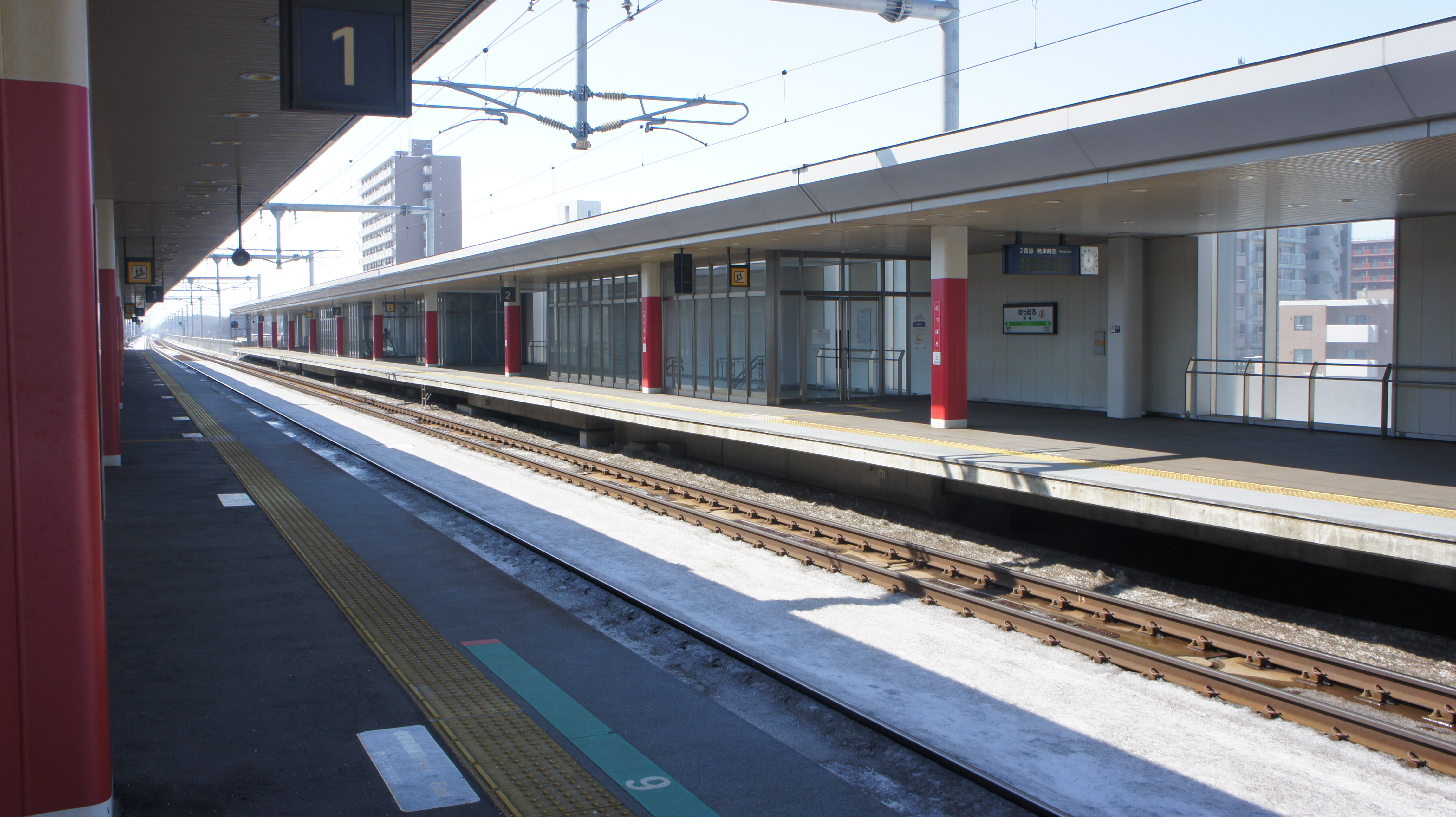
1番線的內部結構
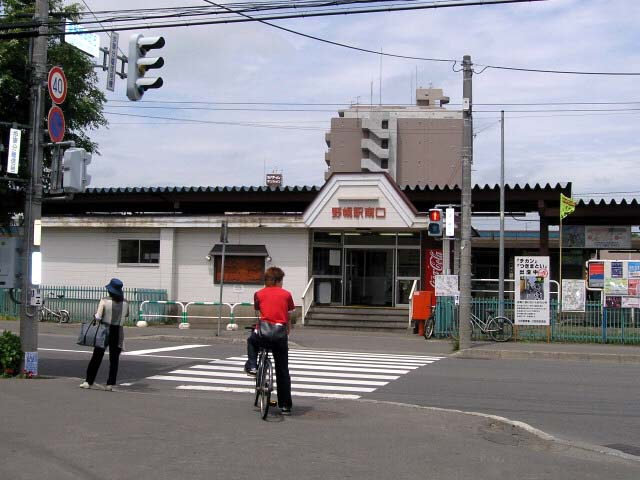
野幌站舊臨時站房（2004年6月）

## 相鄰車站
北海道旅客鐵道
函館本線
■區間快速「石狩Liner」
大麻（A06）－野幌（A07）－江別（A09）
■普通（包含所有在札幌車站以西又改為區間快速的列車）
大麻（A06）－野幌（A07）－高砂（A08）